# Homolepis villaricensis
Homolepis villaricensis är en gräsart som först beskrevs av Carl Christian Mez, och fick sitt nu gällande namn av Fernando Omar Zuloaga och Thomas Robert Soderstrom. Homolepis villaricensis ingår i släktet Homolepis och familjen gräs. Inga underarter finns listade i Catalogue of Life.